# Aşit, Tuşba
Aşıt là một xã thuộc huyện Tuşba, tỉnh Van, Thổ Nhĩ Kỳ. Dân số thời điểm năm 2011 là 365 người.